# Munkmossarna
Munkmossarna är ett naturreservat i Filipstads kommun i Värmlands län.
Området är naturskyddat sedan 2017 och är 568 hektar stort. Reservatet består av mossar med gölar och kärr med   tallbevuxna strängar mellan gölarna.